# Майлинда Келменди
Майлинда Келменди (на албански: Majlinda Kelmendi) е джудистка и треньорка по джудо от Косово, от албански произход.
Тя е 2 пъти световен, 2 пъти европейски, както и олимпийски шампион от 2016 г.

## Биография
Келменди е родена в Печ, автономна област Косово и Метохия, СР Сърбия, СФР Югославия. Започва да тренира джудо през 1999 година. Състезава се в категория до 52 килограма.
На олимпиадата през 2012 г. представлява Албания, но не успява да спечели медал. Избира да се състезава за Албания поради отказ на МОК и ООН да признаят Косово за участник в олимпиадата.
Става първата олимпийска шампионка от Косово на 7 август 2016 година, както и първия спортист от тази страна, спечелил олимпийски медал.
През 2023 г. получава чин „полковник“ в албанската армия за спортните си постижения.